# گمینا روپچتسه
گمینا روپچتسه (به لهستانی:  Gmina Ropczyce) یک گمینا در لهستان است که در شهرستان روپچتس-سنجشوف واقع شده‌است. گمینا روپچتسه ۱۳۸٫۹۹ کیلومتر مربع مساحت و ۲۶٬۰۰۸ نفر جمعیت دارد.